# Brotherella subarcuata
Brotherella subarcuata är en bladmossart som beskrevs av Brotherus 1925. Brotherella subarcuata ingår i släktet Brotherella och familjen Sematophyllaceae. Inga underarter finns listade i Catalogue of Life.